# Panticola elegans
Panticola elegans is een hooiwagen uit de familie Epedanidae.